# Agustín Rey Fonseca
Tomás Agustín Rey Fonseca (Marín, Pontevedra, 1893-Barcelona, 1968) fue un político socialista y hombre de negocios español. Hijo de Gabino Rey López y Victoria Fonseca, y padre del reputado pintor realista Gabino Rey.

## Biografía
En 1931 fue el primer alcalde republicano de la villa marínense de Marín, hecho que le obligó a exiliarse a Barcelona al producirse el fracasado golpe de Estado del general Francisco Franco consumado en la Guerra Civil Española. Huyó con toda su familia, su esposa Ramona Luciana Santiago Quiroga, y sus hijos Victoria, Dolores, Gabino, Sita y Agustín a Vigo donde permanecieron escondidos hasta poder trasladarse a Barcelona. Confiscadas todas sus propiedades y negocios y sujeto a vigilancia durante el franquismo, no volvió a poner en marcha ninguna empresa. Murió en Barcelona en octubre de 1968.